# وندل بيرس
وندل بيرس (بالإنجليزية: Wendell Pierce)‏ هو منتج أفلام ومقدم برامج إذاعية وشخصية أعمال وكاتب سير ذاتية وممثل أمريكي، ولد في 8 ديسمبر 1963 بنيو أورلينز في الولايات المتحدة. بدأ مشواره المهني سنة 1986.

## أعمال

### أفلام
- (1986) حفرة المال
- (1992) مالكوم إكس[6]
- (1993) لغز جريمة قتل مانهاتن[7]
- (1994) يمكن أن يحدث لك[8]
- (1995) قراصنة[9]
- (1996) النيام[10]
- (1998) بول وورث[11]
- (2004) راي[12]
- (2006) ابق حيا
- (2011) مدراء فظيعون[13]
- (2011) بزوغ الفجر - الجزء 1[14]
- (2013) باركر[15][16]
- (2015) الهدية
- (2015) عداء
- (2016) أمهات سيئات[17][18][19]

## وصلات خارجية
- وندل بيرس على موقع IMDb (الإنجليزية)
- وندل بيرس على موقع قاعدة بيانات الأفلام العربية
- وندل بيرس على موقع ألو سيني (الفرنسية)
- وندل بيرس على موقع أول موفي (الإنجليزية)
- وندل بيرس على موقع قاعدة بيانات برودواي على الإنترنت (الإنجليزية)
- وندل بيرس على موقع قاعدة بيانات الأفلام السويدية (السويدية)
- وندل بيرس على موقع إن إن دي بي (الإنجليزية)
- وندل بيرس على موقع قاعدة بيانات الفيلم (الإنجليزية)
- وندل بيرس على موقع كينوبويسك (الروسية)